# Polska Rada Centrów Handlowych
Polska Rada Centrów Handlowych (PRCH) – stowarzyszenie not-for-profit, zrzeszające ponad 200 członków działających w branży miejsc handlu i usług. To wiodąca organizacja pozarządowa, działająca na rzecz rozwoju tego obszaru gospodarki, wspierająca i reprezentująca członków w środowisku biznesowym, politycznym i społecznym w celu tworzenia nowoczesnych miejsc handlu, usług, kultury i unikatowych doświadczeń konsumenckich. W tym roku organizacja obchodzi 20-lecie istnienia.
Stowarzyszenie zostało założone w 2003 roku. Jego działania skupiają się w czterech dziedzinach: badaniach rynkowych, edukacji, reprezentacji środowiska oraz ułatwianiu relacji podmiotom biznesowym działającym w branży nieruchomości komercyjnych.
Od 2010 roku Polska Rada Centrów Handlowych przyznaje najważniejsze nagrody branżowe - PRCH Retail Awards. Od 2008 r. publikuje dane na temat obrotów w centrach handlowych (Turnover Index) oraz odwiedzalności obiektów przez klientów (Footfall Density Index). Cyklicznie, dwa razy do roku przygotowuje raport o stanie rynku - Retail Research Forum. Organizacja udostępnia również ogólnopolski Katalog Centrów Handlowych.
W PRCH zrzeszonych jest ponad 200 członków - osoby fizyczne i firm. To przedstawiciele właścicieli i zarządców centrów handlowych, inwestorzy, deweloperzy, instytucje finansowe, najemcy i firmy handlowe, firmy usługowe związane z branżą.